# Лейнинген, Эрнст Леопольд
Эрнст Леопольд Лейнинген ((нем.  Ernst zu Leiningen), при рождении Эрнст Леопольд Виктор Карл Август Иосиф Эмих Лейнинген (нем. Ernst Leopold Victor Carl August Joseph Emich, Furst zu Leiningen); 9 ноября 1830, Аморбах — 5 апреля 1904, там же) — князь (фюрст) Лейнингенский в 1856—1904 годах.

## Биография
Эрнст Леопольд — старший сын князя Карла Лейнингенского и графини Марии Клебельсберг. В семье, кроме него, был ещё один сын — Эдуард. Его отец приходился единоутробным братом королеве Великобритании Виктории. С 1849 года Эрнст Леопольд служил в Королевском военно-морском флоте Великобритании. 13 ноября 1856 года Карл умер и Эрнст Леопольд стал князем Лейнинген и главой рода. В 1860 году получил звание капитана. Командовал пароходами «HMS Magicienne» и «HMY Victoria and Albert II». В 1887 году стал вице-адмиралом, в 1895 году шел из флота.
В 1863 году получил Орден Бани. В 1898 году королева Виктория наградила его Королевским Викторианским орденом.
11 сентября 1858 года в Карлсруэ Эрнст Леопольд женился на баденской принцессе Марии (1834—1899), дочери Леопольда, великого герцога Баденского и Софии Шведской. От брака родилось двое детей:
- Альберта (24 декабря 1863 — 30 августа 1901) — умерла незамужней, детей не имела;
- Эмих (18 января 1866 — 18 июля 1939) — стал 5-м князем Лейнингенским после смерти отца в 1904 году, женился на принцессе Феодоре Гогенлоэ-Лангенбурской, имел пятерых детей.

Умерла принцесса Мария 21 ноября 1899 года в возрасте 65 лет. Сам Эрнст Леопольд пережил супруг на пять лет и умер 5 апреля 1904 года.